# Grobbefoon
Een grobbefoon is melodisch slaginstrument opgebouwd uit  messing, hars en koolstofvezels. Het instrument is 
vier meter lang, iets meer dan twee meter zestig breed en heeft een gewicht van 250 kilo. 
Het instrument geeft kan een octaaf lager dan een basmarimba.

## Gebruik
Het bereik is van C1 – C5. Het instrument start 1 octaaf lager dan een 5-octaaf marimba. De marimba heeft een penetrerende aanslag en een zwak fundamentele toon. De grobbefoon heeft een meer homogeen en sterker geluid. Het geluid van het instrument kan vergeleken worden tussen het geluid van een piano en een gong.
Er zijn een aantal harmonieorkeststukken geschreven voor dit instrument, waaronder Dreamscape van de Nederlandse componist Hardy Mertens.

## Geschiedenis
De grobbefoon is gebouwd door de Nederlandse instrumentenbouwer Richard Grobbenhaar en is voor het eerst gebruikt tijdens het Wereldmuziekconcours in 2001.

## Referentie
- Artikel uit 2001 in het Limburgs Dagblad.